# Конов синдром
Конов синдром или примарни хипералдостеронизам је ретко обољење надбубрежене жлезде, које настаје као последица дуготрајно повећаног лучења хормона алдостерона. Чешће се јавља код жена и то обично између 25. и 50. године живота.
Болест је први пут описана од стране америчког ендокринолога др Џерома Кона 1955. године на Универзитету у Мичигену.

## Етиологија
Најчешћи узрок настанка Коновог синдрома је аденом у зони гломерулози. Поред аденома, болест је често узрокована и билатералном хиперплазијом зоне гломерулозе, док је карцином веома редак.

## Клиничка слика
Повећана количина алдостерона, који делује углавном на бубрежне тубуле, доводи до ретенције (задржавања) натријума и повећања волумена ванћелијске течности, као и до великог губитка калијума путем мокраће што је праћено истовременим губитком водоникових јона и развитком метаболичке алкалозе.
Основни клинички знак је артеријска хипертензија (повишен крвни притисак) праћена извесним симптомима условљеним хипокалијемијом и метаболичком алкалозом. Хипертензија је обично умереног степена, не постоје значајне промене на очном дну, а ретко су присутни знаци оптерећења леве половине срца и оштећења бубрега. Болесници се жале на јаку мишићну слабост, на периодичне парализе (нарочито у доњим екстремитетима) које су најизраженије после буђења, затим на осећај парастезија и повремене тетаничке грчеве. Јављају се и ноктурија (ноћно мокрење), умерен полиуричко-полидипсички синдром (повећано излучивање мокраће и повећан осећај жеђи), а карактеристично је одсуство отока.

## Дијагноза
Дијагноза се поставља на основу анамнезе, клиничке слике, присутне хипокалијемије и алкалозе, одређивањем алдостерона у плазми и ренина. За локализацоју процеса највећу вредност имају компјутеризована томографија и сцинтиграфија надбубрежних жлезди.

## Лечење
Лечење аденома је хируршко, с тим што је потребна преоперативна припрема спиронолактоном и додавањем калијума у исхрани. Ако је у питању билатерална хиперплазија, лечење се спроводи доживотним давањем спиронолактона, а често је потребна и додатна примена лекова за снижење крвног притиска. У неком случајевима билатералне хиперплазије, добри резултати се постижу и давањем малих доза дексаметазона.